# 정운근
정운근(1907년 7월 22일~1989년 12월 30일)은 대한민국의 정치인이다. 제6대 국회의원을 지냈다.

## 역대 선거 결과
|  | 45.46% |

|  | 20.1% |